# Egzekucja w lesie Hanusiska
Egzekucja w lesie Hanusiska – masowa zbrodnia dokonana przez Niemców 27 lipca 1944 roku w lesie „Hanusiska”, leżącym obecnie na skraju Zagórza.

## Historia
Egzekucja została dokonana podczas II wojny światowej w dniu 27 lipca 1944, tj. w końcowym okresie okupacji niemieckiej na obszarze ówczesnego Landkreis Sanok. W tym czasie więzienie w Sanoku było relatywnie mniej przeludnione niż dotychczas, co spowodowały odtransportowywania osadzonych w inne miejsca (tj. do obozów). W ostatnich dniach lipca 1944 do miasta dochodziły już odgłosy wybuchów artyleryjskich oraz nadlatujących samolotów w związku ze zbliżającym się frontem wschodnim i nacierającymi jednostkami Armii Czerwonej.

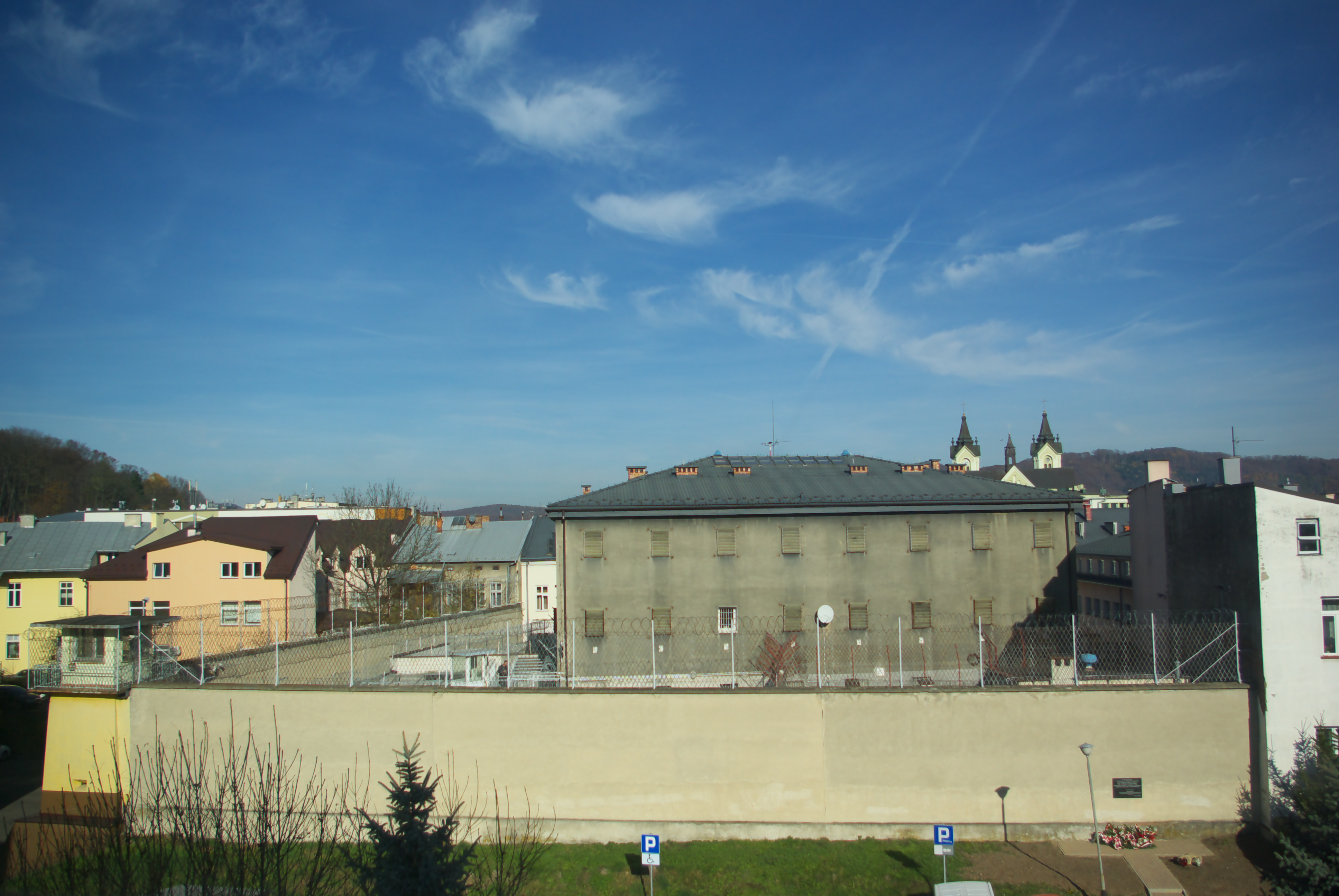
Zabudowania byłego więzienia w Sanoku (stan z 2015), gdzie osadzono ofiary przed egzekucją

Nocą 26/27 lipca 1944 Niemcy (wśród których był SS-Unterscharführer Johann Bäcker) wyprowadzili wszystkich osadzonych z celi nr 32 (w której umieszczono więźniów politycznych; w tym czasie przebywało w niej 32 osoby) na dziedziniec więzienny. W tym miejscu oczekiwały już inne osoby przeznaczone do transportu (według ustaleń do grupy ludzi z celi nr 32 dołączono kilka osób – głównie kobiet – przetrzymywanych dotąd w piwnicach placówki Gestapo). Wszyscy byli skuwani w parach za ręce i nogi, po czym umieszczani na dwóch samochodach ciężarowych, okrytych brezentem, na burtach których znajdowali się strzegący eskortowanych Niemcy. Przygotowania transportu trwały do godzin porannych. W ich trakcie, podczas trwającego wtedy ostrzału moździerzowego na Sanok i w chwili eksplozji jednego z pocisków w pobliżu, z dziedzińca więziennego oddalił się przeznaczony do transportu pierwszym pojazdem Wilhelm Bilik (ur. 1915, technik kolejowy z Ustrzyk Dolnych, ps. „Góral”), który przez otwartą bramę kompleksu wyszedł na ulicę miasta.
Niektórzy więźniowie pozostawali w przekonaniu, że są wywożeni na roboty. Po załadunku osób pierwsza ciężarówka udała się z Sanoka do lasu określanego „Hanusiska” (według innej wersji „Hanasiska”, zaś w relacjach pojawiła się też forma „Hanusisko” oraz używano formy „na Hanusiskach”), położonego za Zagórzem na obszarze Zasławia na tzw. Leskiej Górze, przy drodze wiodącej w kierunku wschodnim w stronę Leska. Transport zatrzymał się na łące po prawej stronie szosy, naprzeciw cegielni. Następnie skazańcy, otoczeni kordonem funkcjonariuszy, zostali wprowadzeni w głąb leśnego parowu. Byli oni zaprowadzani parami na skraj uprzednio wykopanego dołu (według jednej wersji o kształcie kwadratowym, według innej o wymiarze 7 x 3 m) i zabijani strzałami z broni palnej krótkiej w tył głowy. W momencie dotarcia na miejsce drugiej ciężarówki ze skazańcami, kończyła się egzekucja grupy z pierwszej ciężarówki. Wówczas zbiegła z miejsca egzekucji osoba przeznaczona na śmierć, przywieziona drugim transportem. Doszło do tego w chwili, gdy egzekutorowi zabrakło amunicji w broni podczas usiłowania zastrzelenia Stanisława Sawińskiego i konieczne stało się przeładowanie, a sparowany wraz z nim Michał Pałasz (ur. 1910, listonosz pochodzący z Olszanicy, pracujący w Ropience, żołnierz AK, ps. „Lis”), wykorzystał moment, w którym dokonujący egzekucji podał Johannowi Bäckerowi broń do ponownego załadowania, a sam rozkuł parze skazańców ręce i nogi. Wtedy Pałasz zdołał przeskoczyć przez wypełniony już do połowy ciałami dół, przekoziołkował przez nasyp na jego brzegu, po czym pobiegł pomiędzy drzewami w lesie, uciekając z miejsca egzekucji. Oprawcy nie byli w stanie od razu zareagować otwarciem ognia w kierunku zbiega, jako że groziłoby to także trafieniem członków obstawy, stojących wokół miejsca dokonywanej egzekucji. Pomimo ostrzelania uciekającego Michała Pałasza zdołał on zbiec. Dzięki jego relacji odtworzono później przebieg zdarzeń poprzedzających (np. osadzenie w więzieniu późniejszych ofiar) oraz samego aktu egzekucji. Dokonywali ją naprzemiennie dwaj gestapowcy, w tym Johann Bäcker.

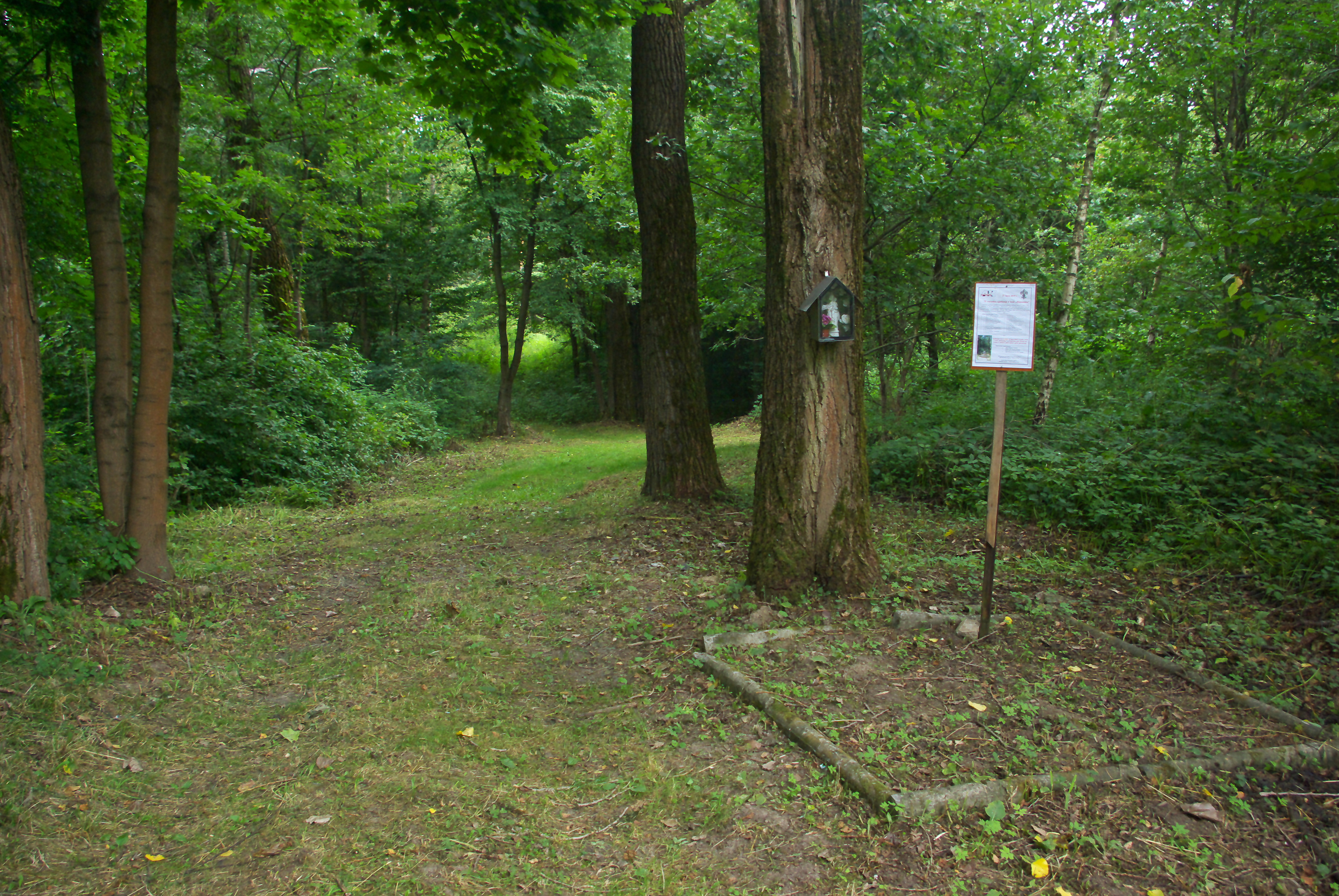
Wejście do leśnego parowu w Hanusiskach

Była to ostatnia masowa egzekucja dokonana przez Niemców na osadzonych z sanockiego więzienia. Po dokonaniu egzekucji zarówno komendant sanockiego więzienia, Adolf Endeward, jak i pracownicy tej placówki, opuścili Sanok w związku ze zbliżającymi się oddziałami Armii Czerwonej. Następnego dnia, 28 lipca 1944 nad ziemią sanocką pojawiły się radzieckie samoloty.

## Ofiary
Według różnych źródeł łączna liczba rozstrzelanych wyniosła: 36 osób (także relacja Nestora Kiszki, strażnika więzienia w Sanoku, zaprzysiężonego do polskiej działalności podziemnej, ps. „Neron”), około 40 osób, 48 osób (w tym 19 Cyganów, 15 Polaków, 14 Ukraińców), 50 osób, według Michała Pałasza nawet 70 osób, zaś według źródeł ZBoWiD aż 156 osób. Ustalenie liczby ofiar oparto na zapisach w administracyjnych księgach więzienia w Sanoku, wedle których 25 lipca 1944 w placówce było osadzonych 65 osób (w tym 11 kobiet) i tego dnia zostało zwolnionych 29 osób (w tym 7 kobiet), w związku z czym następnego dnia 26 lipca 1944 w więzieniu przebywało 36 osadzonych osób (w tym cztery kobiety).
W powojennych dochodzeniach ustalono tożsamość 27 ofiar egzekucji, podając niemal stuprocentową pewność ich wskazania. Wśród nich byli wszyscy więźniowie polityczni z celi nr 32. Część z nich była wcześniej zaangażowana w działalność konspiracyjną Armii Krajowej w okolicach Ustrzyk Dolnych. Lista ustalonych 27 ofiar: Norbaj Bababeko (24 lata, z Taszkentu), Włodzimierz Bączkowski, Antoni Birbicz (ur. 1904, maszynista, z Zagórza), Józef Ginda (ur. 1922, z Woli Sękowej), Friedka Gleicher (12 lat, Żydówka), Franciszek Haduch (ur. 1923, z Pisarowiec), Józef Hodok (ur. 1905, z Pisarowiec), Wasyl Horodenko (ur. 1913), Dmytro Jaremczuk, Umar Kałanow (z obozu w Olchowcach), Paul Kompanijec (ur. 1901, ze szpitala wojskowego w Sanoku), Wasyl Krywko (ur. 1922), Kazimierz Musiał (ur. 1918, z Jaćmierza), Petro Oleksijko (ur. 1905), Jerzy Ostrowski (ur. 1912), Piotr Petruszenko (ur. 1901), Tomasz Posadzki (ur. 1907, z Pisarowiec), Zygmunt Posadzki (ur. 1922, z Pisarowiec), Władymir Poterejko (ur. 1911, sędzia grodzki z Lutowisk), Grzegorz Rzepka (ur. 1910), Stanisław Sawiński (ur. 1921, zarządca dóbr, student, z Uherzec), Emil Siwik (ur. 1910, z Woli Sękowej), Regina Spira (ur. 1894, Żydówka), Nikołaj Sukow (ur. 1911), Edward Świerzowicz (ur. 1902, karczmarz, z Leska), Józef Wilk (ur. 1900, z Berehów Dolnych, sekretarz nadleśnictwa, żołnierz AK, ps. „Dzik”), Marian Zachariasz (ur. 1896, gajowy, z Olszanicy, żołnierz AK). Wśród wymienionych 27 osób byli przedstawiciele pięciu wyznań religijnych: rzymskokatolickiego, greckokatolickiego, prawosławnego, mojżeszowego i mahometańskiego.
Relacjonujący po wojnie powyższe zdarzenia Michał Pałasz wymienił kilka osób, które zapamiętał wśród wyprowadzanych na dziedziniec więzienia przed transportem na egzekucję, aczkolwiek niektórzy z nich nie figurują na powyższej, oficjalnej liście 27 ofiar – są to: 1. Henryk Zachariasz (ur. 1927, syn wskazanego na liście Mariana Zachariasza), 2. Tadeusz Birbicz (kolejarz z Zagórza, na liście widnieje Antoni Birbicz), 3. Gała z Ropienki, 4. pułkownik o nieznanej tożsamości, określony jako przynależny do 20 pułku ułanów z Poznania, pracujący przy rozbudowie Nowego Zagórza, 5. Cymbała wzgl. Cymbalista z Lalina (w rzeczywistości był to Petro Cymbalista z Lalina, ur. 1881), 6. Wróbel z Bukowska.

## Upamiętnienie

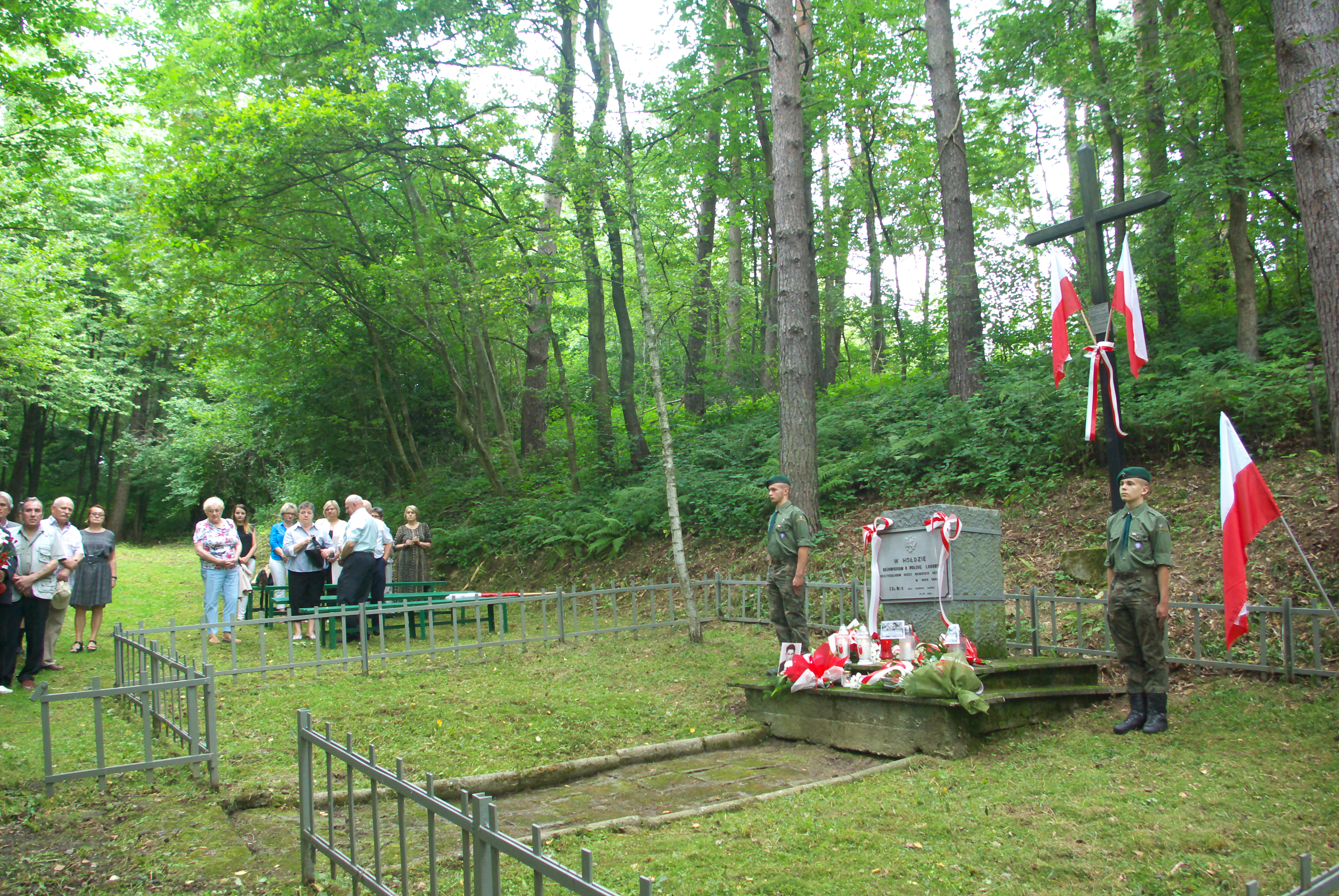
Uroczystości upamiętniające w 75. rocznicę zbrodni w Hanusiskach (2019)

Po zakończeniu wojny miejsce egzekucji w Hanusiskach było jednym z miejsc zaewidencjonowanych przez koło w Sanoku Polskiego Związku Byłych Więźniów Politycznych Hitlerowskich Więzień i Obozów Koncentracyjnych.
Z miejsca egzekucji w Hanusiskach pobrano ziemię, którą umieszczono w urnie złożonej w Mauzoleum Ofiar II Wojny Światowej, ustanowionym w 1948 na cmentarzu przy ulicy Rymanowskiej w Sanoku. W 1962 na tymże pomniku ustanowiono tablice z nazwiskami ofiar, wśród których zostali upamiętnieni Tadeusz Birbicz i Kazimierz Musiał.
Z inicjatywą upamiętnienia ofiar egzekucji w Hanusiskach wystąpiło na początku lat 60. Koło w Zagórzu Związku Bojowników o Wolność i Demokrację, a szczególnie przyczynił się prezes tegoż, Alojzy Chytła. Członkowie tego oddziału w czynie społecznym wykonali upamiętnienie zamordowanych, które ustanowiono dokładnie w miejscu egzekucji tj. w leśnym parowie. Zrealizowany pomnik-kurhan stanowi głaz w kształcie prostopadłościanu, na którym umieszczono tablicę z inskrypcją, odlaną w metalu przez WSK Rzeszów. Projektantem obiektu był członek sanockiego ZBoWiD, Władysław Galatowicz (1911-2004, podczas wojny był żołnierzem Polskich Sił Zbrojnych). Teren wokół pomnika został otoczony ogrodzeniem, wokół posadzono drzewa, wykonano schody oraz ścieżkę prowadzącą od drogi do miejsca upamiętniającego.
Uroczystość odsłonięcia pomnika odbyła się 22 lipca 1964. Uczestniczyli w niej okoliczni mieszkańcy, przedstawiciele władz administracyjnych i partyjnych, wojska oraz organizacji społecznych. Aktu odsłonięcia monumentu dokonał sekretarz Komitetu Powiatowego PZPR w Sanoku, Ignacy Bąk (tego samego dnia odsłonił on też pomnik w byłym obozie pracy w Zasławiu także pod Zagórzem). Przemówienie wygłosił wówczas wiceprezes zarządu Oddziału ZBoWiD, Mieczysław Granatowski. W przewodniku, wydanym w 1980 przez Radę Ochrony Pomników Walk i Męczeństwa, upamiętnienie zostało określone jako pomnik ofiar terroru, ustanowiony na miejscu, gdzie w l. 1943-44 hitlerowcy dokonywali masowych egzekucji.
Inskrypcja na tablicy, umieszczonej na pomniku z 1964:

W hołdzie bojownikom o Polskę Ludową rozstrzelanym przez niemieckie gestapo w roku 1944. ZBoWid Koło Terenowe Zagórz. 22.VII.1964

11 listopada 2004 powyżej pomnika został poświęcony krzyż pamiątkowy, na którym umieszczono tabliczkę o następującej treści:

W hołdzie rodakom zamordowanym przez gestapo 27.7.1944. W 60 rocznicę mieszkańcy Zagórza. AD 11 XI 2004

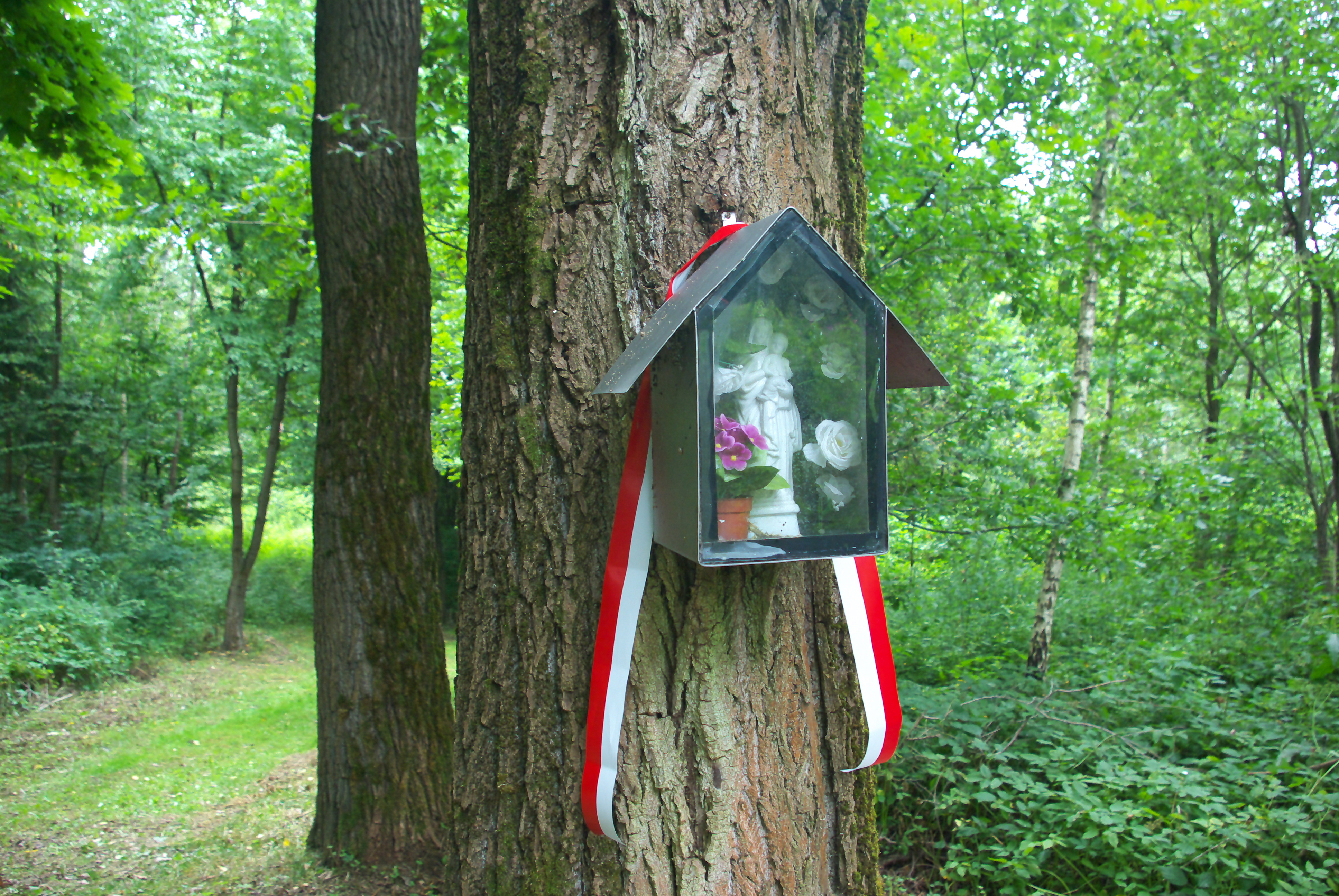
Kapliczka na drzewie ufundowana przez Michała Pałasza

Michał Pałasz uczestniczył w uroczystościach rocznicowych w Hanusiskach. W połowie lat 80. ufundował kapliczkę wotywną, ustanowioną na drzewie nieopodal miejsca egzekucji, którą nazwał Wotum Wdzięczności Matce Najświętszej, Królowej Polski, Nieba i Ziemi, za uratowanie mnie życia podczas Rozstrzeliwania Więźniów. W jej wnętrzu umieścił swoją relację z egzekucji i dziękczynienie Matce Boskiej za uratowanie mu wówczas życia.
Marian Zachariasz został wymieniony na tablicy pamięci parafian – ofiar wojny 1939-1954, ustanowionej w cerkwi Wniebowzięcia Matki Bożej w Olszanicy.
W najnowszych czasach uroczystości upamiętniające ofiary egzekucji w Hanusiskach organizują Koło ŚZŻAK w Sanoku oraz Hufiec ZHP Ziemi Sanockiej im. ks. hm. Zdzisława Peszkowskiego; obie jednostki kierowane przez hm. Krystynę Chowaniec.

## Następstwa
W okresie PRL sprawą wyjaśnienia zdarzeń poprzedzających oraz przebiegu samej egzekucji zajmowała się sanocka delegatura Okręgowej Komisji Badania Zbrodni Hitlerowskich w Rzeszowie, której szefem był sędzia śledczy Czesław Cyran. Ustalenia OKBZH w Rzeszowie, przekazane za pośrednictwem Głównej Komisji Badania Zbrodni Niemieckich w Polsce, posłużyły jako materiał dowodowy w procesach zbrodniarzy niemieckich, którego odbywały się w Niemczech. Jako świadkowie występowały w nich osoby z Polski.
Wyrokiem sądu przysięgłych w Berlinie Zachodnim z 23 sierpnia 1973 były SS-Unterscharführer Johann Bäcker (wówczas 61-letni sprzedawca z Bonn) i były SS-Unterscharführer Hans Quambusch (wówczas 67-letni rencista z Berlina) zostali skazani na kary dożywotniego pozbawienia wolności za zbrodnie popełnione podczas II wojny światowej na obszarze okupowanej Polski. Obaj byli aresztowani od 31 marca 1971.